# Carta de Aalborg
La Carta de las Ciudades Europeas hacia la Sostenibilidad, conocida como Carta de Aalborg, fue aprobada por los participantes en la «Conferencia Europea sobre Ciudades Sostenibles» celebrada en Aalborg, Dinamarca, el 27 de mayo de 1994.

## Historia
Los días 24 y 27 de mayo de 1994 se celebraron unas jornadas, bajo el patrocinio conjunto de la Comisión Europea y la ciudad de Aalborg y organizada por el Consejo internacional de iniciativas ambientales locales (ICLEI). El ICLEI asumió la responsabilidad de elaborar el proyecto de la Carta junto con el Ministerio de planificación y transporte urbanos del estado alemán de Renania del Norte-Westfalia.
La Carta de Aalborg fue firmada inicialmente por 80 autoridades locales europeas y 253 representantes de organizaciones internacionales, gobiernos nacionales, centros científicos, asesores y particulares.

## Compromiso
Las ciudades, y unidades territoriales firmantes se comprometieron a participar en las iniciativas locales del Agenda 21 de Naciones Unidas y a desarrollar programas hacia un desarrollo sostenible, a la vez que iniciaron la campaña de ciudades europeas sostenibles.
Dando así valor a la protección del campo atmosférico y contrarrestando la contaminación de los cuales el ser humano es el mayor partícipe.

## Aprobación
El proyecto de la Carta fue debatido por más de 600 participantes de la Conferencia de Aalborg. En el texto definitivo se incorporaron muchas observaciones y sugerencias.